# Báo hoa mai tấn công
Báo hoa mai tấn công chỉ về những cuộc tấn công vào con người và gia súc, vật nuôi của loài báo hoa mai. Những vụ việc tấn công chủ yếu xảy ra ở Ấn Độ và châu Phi, những nơi phân bố chính của loài động vật này. Báo hoa mai ít khi ăn thịt người so với sư tử và hổ, con người cũng không phải là thức ăn chủ yếu của chúng và cũng không phải tất cả những con báo hoa mai đều tấn công con người, thực tế chúng thường chỉ tấn công người khi cảm thấy bị xâm phạm lãnh thổ hoặc do thiếu thốn thức ăn. Nhưng một khi chúng đã ăn được thịt người thì sẽ trở nên nguy hiểm, báo khi đó sẽ không thích ăn thịt động vật khác nữa và chỉ muốn ăn thịt thêm người khác, nên thông thường người ta sẽ cố săn lùng cho được con báo đã ăn thịt người để giết nó.
Khi đối mặt với báo hoa mai, không như hổ và sư tử, con người vẫn có thể đánh thắng và đuổi con báo đi hoặc hù dọa cho chúng sợ mà bỏ đi, đã có những báo cáo về việc con người đơn độc đã đánh đuổi báo hoa mai như trong trường hợp một phụ nữ 56 tuổi đã giết một con báo tấn công bằng liềm và thuổng và sống sót với những vết thương nặng, và trường hợp của người đàn ông 73 tuổi ở Kenya cũng đã đuổi được một con báo dữ hoặc một người đàn ông cô độc ở bang Uttar Pradesh, Ấn Độ đã dùng gậy đánh đuổi một con báo hoa mai xâm nhập, ông này đã vật lộn với con thú dữ và thậm chí khống chế nó, dùng một cây gậy nhỏ để đánh con vật và đuổi được nó.

## Nguyên nhân
Trong số năm loài mèo lớn, báo hoa mai ít có khả năng trở thành những kẻ ăn thịt người, nhưng loài báo hoa mai được coi là loài động vật ăn thịt chuyên săn các loài linh trưởng không phải con người, thường là các loài khỉ cỡ nhỏ nhưng đôi khi chúng cũng săn các loài khỉ lớn như khỉ đột đất thấp miền Đông hay khỉ đột phía tây. Ở một số nơi, báo hoa mai là kẻ thù nguy hiểm nhất của loài khỉ đột, các loài linh trưởng có thể chiếm 80% chế độ ăn của báo vì vậy một đứa trẻ có vóc dáng nhỏ trong mắt loài báo có hình dáng không khác gì một con khỉ khờ khạo, vốn là con mồi ưa thích của chúng. Chúng còn được biết như là những kẻ thèm thịt chó và sẵn sàng liều lĩnh xông vào nhà dân để giết chó nuôi, thậm chí săn cả chó, nên những người nuôi chó trong những vùng có báo hoa mai thường giữ chó trong các cũi để đảm bảo an toàn cho chúng Một con báo bị thương có thể trở thành một động vật ăn thịt chủ yếu là vật nuôi nếu chúng không thể giết những con mồi hoang dã bình thường vì động vật thuần hóa thường thiếu sự phòng vệ tự nhiên và không biết cảnh giác. 

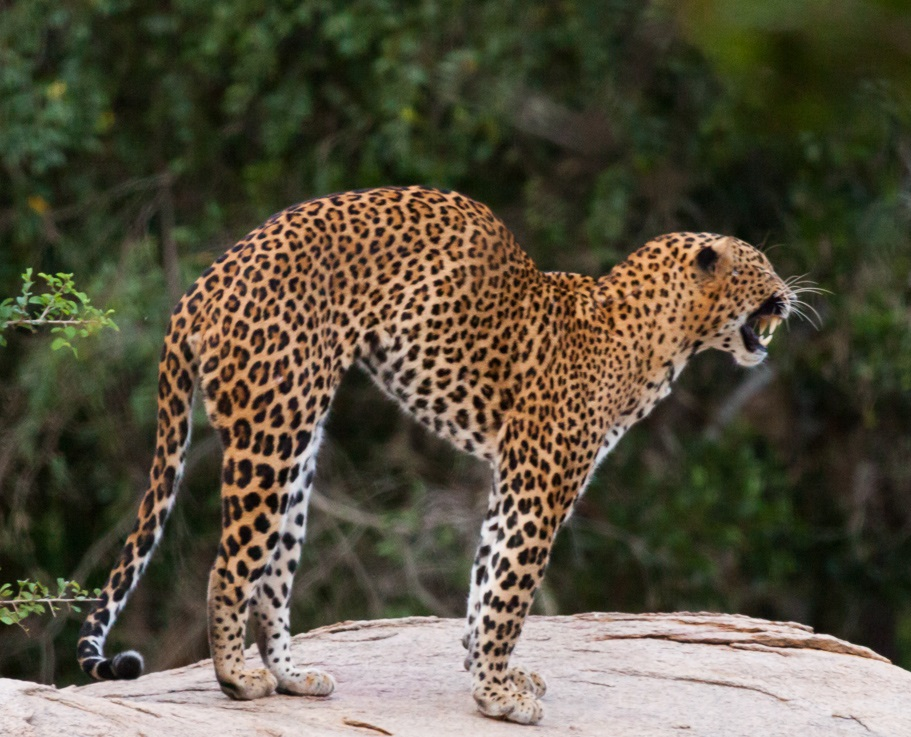
Báo hoa mai là một trong những loài thú dữ dằn và nguy hiểm, chúng là những kẻ săn mồi cơ hội

Trong khi báo hoa mai nói chung tránh con người, chúng chịu đựng sự gần gũi với con người tốt hơn so với sư tử và hổ, và thường đi vào cuộc xung đột với con người khi tập kích những người chăn nuôi. Ở Ấn Độ, do môi trường sống thu hẹp, báo hoa mai thường xuyên đi lạc vào những khu dân cư và tấn công người, sự gia tăng dân số dẫn tới tình trạng lấn chiếm rừng có thể là một trong những lý do khiến người dân thường xuyên phải chạm mắt với báo rừng, môi trường sống bị xâm hại khiến báo và hổ thường xuyên tấn công người tại Ấn Độ. Đa số báo hoa mai tại Nepal sống trên những cao nguyên cận xích đạo ở phía nam vùng Terai, trong các khu rừng trên núi. Đụng độ giữa người và báo xảy ra thường xuyên vì một bộ phận người dân Nepal khai thác lâm sản trong rừng để kiếm sống.
Các cuộc tấn công ở Ấn Độ có thể đạt đỉnh điểm vào cuối thế kỷ XIX và đầu thế kỷ XX, trùng với thời điểm đô thị hoá diễn ra nhanh chóng, mà mới đây nhất là thảm kịch báo giết hại người ở Bombay, nguyên nhân là do thiếu không gian, tại đô thị kinh doanh sầm uất Bombay, khoảng 12.000 dân nghèo đói ở Bombay sống trong các khu nhà lụp xụp trong công viên động vật hoang dã ở phía bắc thành phố Sanjay Gandhi rộng 283 ha và biến thành con mồi của loài báo. Các cuộc tấn công ở Ấn Độ vẫn còn tương đối phổ biến, và ở một số vùng của các quốc gia địa phương báo hoa mai giết nhiều người hơn tất cả các loài thú ăn thịt lớn khác cộng lại. Báo hoa mai ở Rudraprayag được cho là giết chết hơn 125 người và con báo ở Panar được cho là đã giết 400 người sau khi bị thương bởi những kẻ săn trộm và vì thế không còn khả năng săn các con mồi bình thường. Cả hai con này cuối cùng đã bị giết chết bởi nhà săn thú khổng lồ và tác giả nổi tiếng Jim Corbett.
Xung đột giữa con người và báo có xu hướng tăng trong thời gian hạn hán hoặc khi con mồi tự nhiên của báo trở nên khan hiếm. Môi trường sống báo cáo bị thu hẹp và sự gia tăng dân số của con người cũng làm gia tăng xung đột. Ở Uganda, các cuộc tấn công trả đũa của con người tăng lên khi dân làng đói ăn và bắt đầu chiếm đoạt những con mồi của con báo trước (một chiến lược trộm cắp thức ăn gọi là kleptoparasitism). Thiệt hại kinh tế do mất vật nuôi cho động vật ăn thịt đã khiến dân làng ở Vườn Quốc gia Jigme Singye Wangchuck của Bhutan mất hơn 2/3 thu nhập tiền mặt hàng năm vào năm 2000, với 53% số thiệt hại, do đó một số nơi, con người cũng thù ghét loài báo và có những cuộc tấn công, săn lùng trả đũa vào loài báo, mang lại kết cục bi thảm cho những con báo.
Việc thường xuyên chăn thả gia súc có thể khiến báo mất đi nỗi sợ hãi đối với con người, và những vết thương nặng do súng đạn có thể khiến một số con báo trở thành kẻ ăn thịt người. Việc di dời quần thể báo ra khỏi môi trường sống của con người (bắt giữ, vận chuyển và thả vào chỗ khác) thường không hiệu quả, những con báo được di dời đã ngay lập tức trở lại. Một con báo được di dời ở tỉnh Cape đã di chuyển gần 500 kilômét (310 mi) để trở về lãnh thổ cũ của mình. Chi phí vận chuyển đắt đỏ, tỷ lệ tử vong cao (lên tới 70%), và có thể làm cho báo trở nên hung dữ hơn đối với con người. Hiện nay, các con báo hoa mai đã được pháp luật bảo vệ ở cao nhất tại Ấn Độ căn cứ vào Đạo luật Bảo vệ Động vật hoang dã năm 1972, chỉ những cá thể ăn thịt người mới được cho phép săn lùng và giết và chỉ khi chúng được coi là có khả năng tiếp tục săn mồi với nạn nhân là con người.
Trong cuốn "Những kẻ ăn thịt người ở Kumaon", Jim Corbett đã đề cập rằng những con báo trở thành những kẻ ăn thịt người vì trước đó chúng ăn xác thối từ những xác người chết được ném vào rừng trong những trận đại dịch bệnh. Một con báo, trong một khu vực mà thực phẩm tự nhiên của nó bị khan hiếm, tìm thấy những xác chết này và sớm được thưởng thức hương vị thịt người. Khi nạn dịch bệnh qua đi và mọi sự trở về bình thường, người ta không ném xác vào rừng nữa thì nguồn cung bị cắt đứt, nên nó phải chủ động đi săn người vì thèm thịt. Trong số hai kẻ ăn thịt người ở Kumaon đã giết 525 người, như con báo Panar xuất hiện sau sự kiện của một vụ dịch tả rất nghiêm trọng, trong khi con báo Rudraprayag nổi tiếng sau dịch cúm năm 1918 và đặc biệt nguy hiểm ở Ấn Độ. Corbett đã viết rằng kẻ ăn thịt người Rudraprayag đã từng đột nhập vào một một trang trại chứa 40 con dê, nhưng thay vì tấn công những con súc vật, nó đã giết chết và ăn thịt cậu bé 14 tuổi đang làm nhiệm vụ chăn dê.

## Phương thức

### Đặc tính

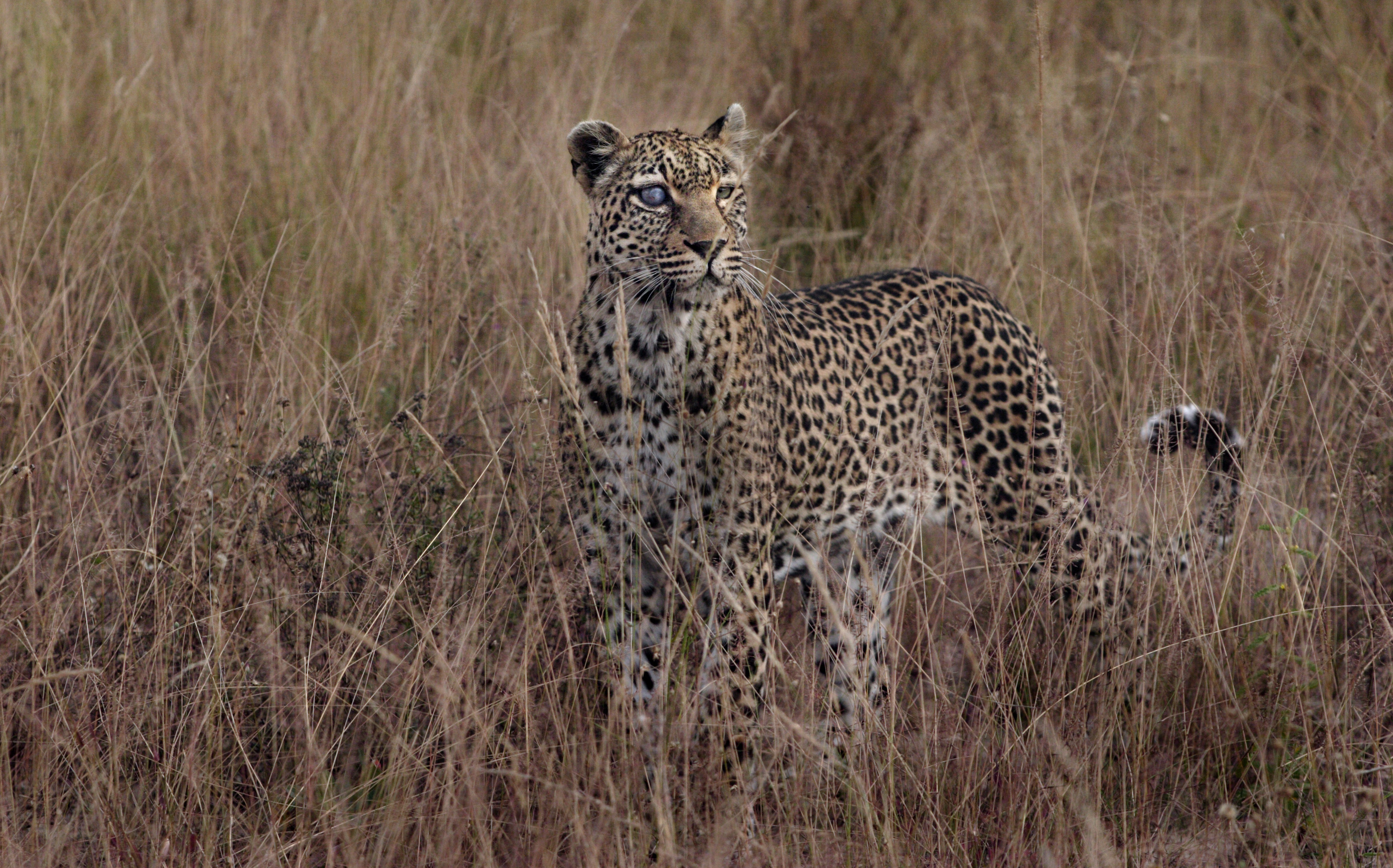
Một con báo độc nhãn, loài báo được đánh giá còn ranh mãnh, xảo quyệt và nguy hiểm hơn cả hổ, sư tử

Trong họ nhà mèo, báo hoa mai có tiếng là cũng rất to lớn và hung dữ, tuy thân hình tương đối nhỏ so với các loài mèo lớn khác nhưng báo hoa mai là những kẻ săn mồi nguy hiểm đáng sợ với khả năng rình mò huyền thoại. Báo hoa mai là loài nhỏ nhất trong số bốn loại mèo lớn (hổ, sư tử, báo đốm, báo hoa mai) nhưng lại khá lớn so với những con mèo khác, bề ngoài chúng có kích cỡ chỉ bằng một con chó to nhưng kích thước của nó chẳng liên quan gì tới mức độ nguy hiểm của nó vì chúng nguy hiểm không kém so với so với người anh em sư tử của mình. Báo đực thường tích cực hơn trong việc tấn công, một nghiên cứu cho biết chỉ có 9 trong số 152 báo cáo về những con báo ăn thịt người là giống cái. Dựa trên giới tính và tình trạng thể chất của 78 con báo đực trưởng thành, những kẻ ăn thịt người thường là con đực trưởng thành không bị thương (79,5%) so với số con đực chưa trưởng thành và ít tuổi (11,6% và 3,8%).

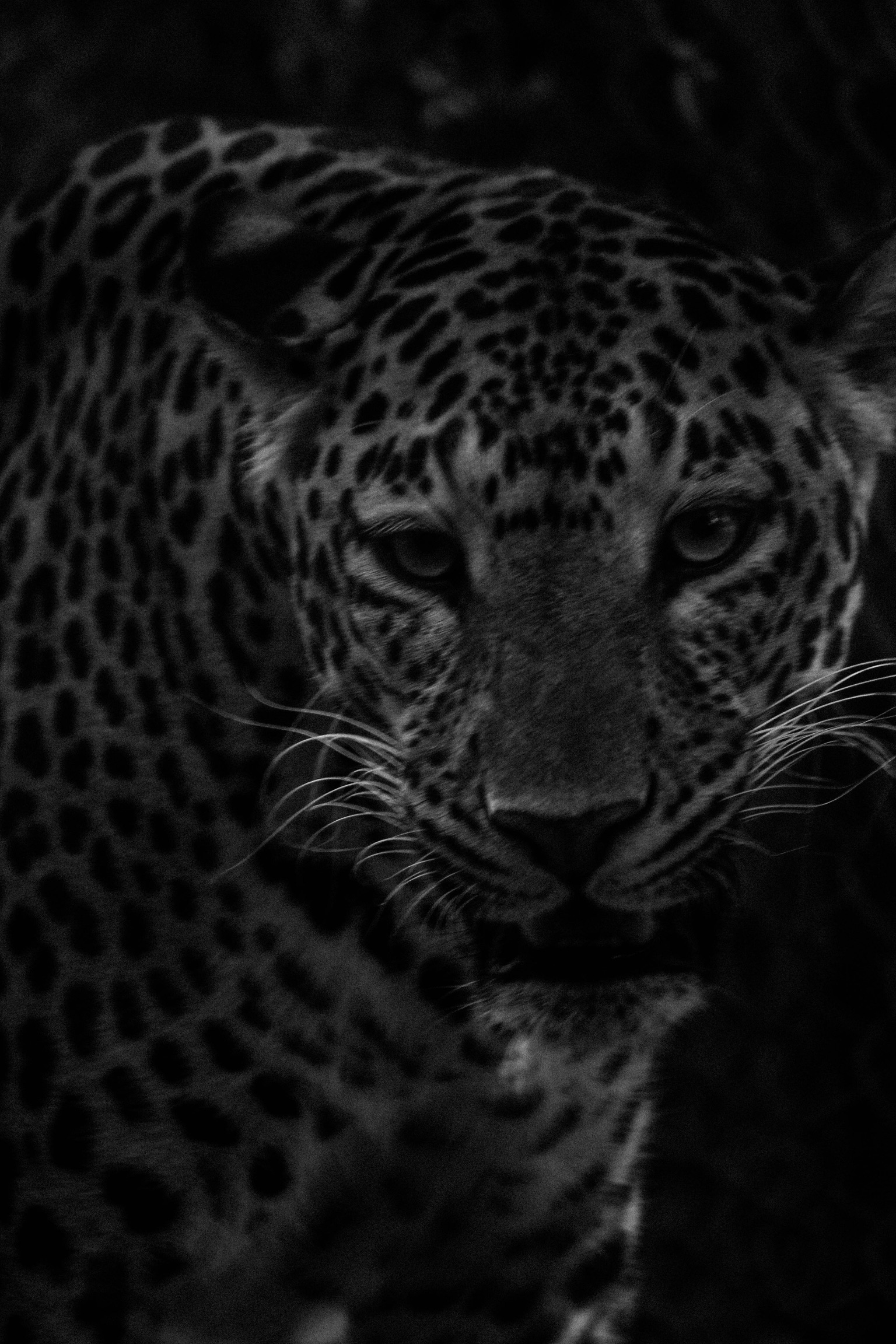
Một con báo trong bóng tối ở Mysore

Với kích thước của nó, có thể coi nó là con mèo lớn mạnh nhất, có thể kéo một cái xác lớn hơn chính nó lên một cái cây. Những con báo hoa mai có thể chạy hơn 60 km/h (37 dặm một giờ), nhảy vọt xa hơn 6 mét (20 ft) theo chiều ngang và nhảy cao 3 mét (9,8 ft), có thể bổ nhào xuống con mồi từ trên cành cây và chúng có một hệ giác quan cảm giác về đánh hơn phát triển hơn loài hổ, và nó cũng có thể ẩn mình trong một lớp ngụy trang đáng kinh ngạc. Nhỏ hơn, nhanh nhẹn hơn nhưng xảo quyệt, táo bạo hơn cả sư tử và hổ, báo hoa mai được xem là một trong những loài động vật hấp dẫn các thợ săn trong những cuộc săn lớn, một con báo ăn thịt người thậm chí còn đáng sợ hơn cả một con hổ. Một số thợ săn còn đánh giá nếu kích thước của báo bằng kích thước của một con sư tử thì báo hoa mai sẽ nguy hiểm gấp 10 lần sư tử và nếu một con báo muốn giết bạn, chắc chắn bạn sẽ "chết trước cả khi ngã xuống đất".

### Cách thức
Cách giết con mồi của báo cũng giống như sư tử, loài báo sẽ ngoạm lấy cổ con mồi để chặn đường thở đồng thời, kết liễu con mồi trong im lặng bởi chúng thường lo sợ các loài thú săn mồi khác biết được sẽ đến tranh miếng ăn với chúng nhưng kích thước nhỏ và hàm răng sắc nhọn giúp chúng di chuyển linh hoạt và giết con mồi nhanh hơn. Giống như các loài ăn thịt lớn khác, loài báo có khả năng là động vật cuồng sát. Trong điều kiện bình thường, con mồi quá khan hiếm thì khi có cơ hội, bản năng chúng có thể giết chết theo bản năng để ăn dần sau này, một con báo ở tỉnh Cape, Nam Phi đã giết 51 con cừu và dê trong một lần. Một số vụ tấn công gây tử vong cũng đã xảy ra trong các vườn thú và ở nhà với nạn nhân thường là các vật nuôi như thú cưng.
Chúng thường tấn công người khi cảm thấy bị xâm phạm lãnh thổ hoặc do thiếu thốn thức ăn. Báo hoa mai chủ yếu là một thợ săn về đêm. Các cuộc tấn công con người có xu hướng xảy ra vào ban đêm và thường gần với các làng và thường nhắm vào trẻ em, những con báo có quá trình rình mò, theo dõi nạn nhân và sau đó thường lẻn vào nhà của con người vào ban đêm và tấn công người dân khi đang say giấc ngủ, chúng thường xuyên luồn qua những bức tường mỏng của những ngôi lều trong làng và tha đi những đứa trẻ và thậm chí cả người lớn khi họ đang ngủ.
Trong các cuộc tấn công để ăn thịt người, những con báo thường cắn vào cổ họng của nạn nhân hoặc vào gáy, làm rách hoặc cắt đứt tĩnh mạch và động mạch cảnh, gây ra sự thoái hóa nhanh chóng. Cột sống có thể bị nghiền nát và hộp sọ bị đục lủng làm lộ não. Những người may mắn sống sót từ các cuộc tấn công của báo thường bị chấn thương mảng lớn ở đầu, cổ và mặt. Nhiễm trùng đa khuẩn từ vết thương do hệ vi khuẩn trong miệng báo gây ra trong 5–30% số người sống sót sau khi bị chúng tấn công, trước khi có thuốc kháng sinh thì 75% số người sống sót sau cuộc tấn công của báo cũng bị chết vì nhiễm trùng.

## Lịch sử xung đột

### Thời tiền sử
Có lẽ báo hoa mai đã là động vật ăn thịt con người từ rất lâu đời. Những mẩu xương hóa thạch người cổ đại từ 3 triệu năm trước được các nhà khoa học tìm thấy đã có dấu vết răng của chúng. Vào năm 1970, nhà cổ sinh vật học C. Phi Brain ở Nam Phi đã chứng minh rằng một cá thể Paranthropus robustus chưa trưởng thành, tên SK 54, đã bị một con báo ở Swartkrans ở Gauteng, Nam Phi giết chết khoảng 1,8 triệu năm trước. SK 54 mang hai lỗ ở mặt sau của hộp sọ, hai lỗ này hoàn toàn khớp với chiều rộng và khoảng cách giữa hàm răng của một con báo hoa mai. Con báo dường như đã kéo cái xác của nó vào một cái cây để ăn trong sự yên tịch, giống như tập tính của những con báo ngày nay.
Nhiều hóa thạch báo đã được tìm thấy cho thấy rằng những con báo hoa mai là kẻ săn mồi của các loài vượn nhân hình (Ape). Một hóa thạch hình người khác gồm một con Orugin tugenensis khoảng 6 triệu năm tuổi (BAR 1003'00), được phục hồi từ đồi Tugen ở Kenya, bảo tồn các tổn thương đâm thủng được xác định là vết cắn của báo. Bằng chứng hóa thạch này, cùng với các nghiên cứu hiện đại về tương tác giữa linh trưởng và báo, đã thúc đẩy suy đoán rằng việc thường xuyên bị báo ăn thịt đóng một vai trò quan trọng trong sự tiến hóa của linh trưởng, đặc biệt là phát triển nhận thức của tổ tiên loài người phải tiến hóa nhanh hơn để chống lại loài báo.

### Thời cận đại

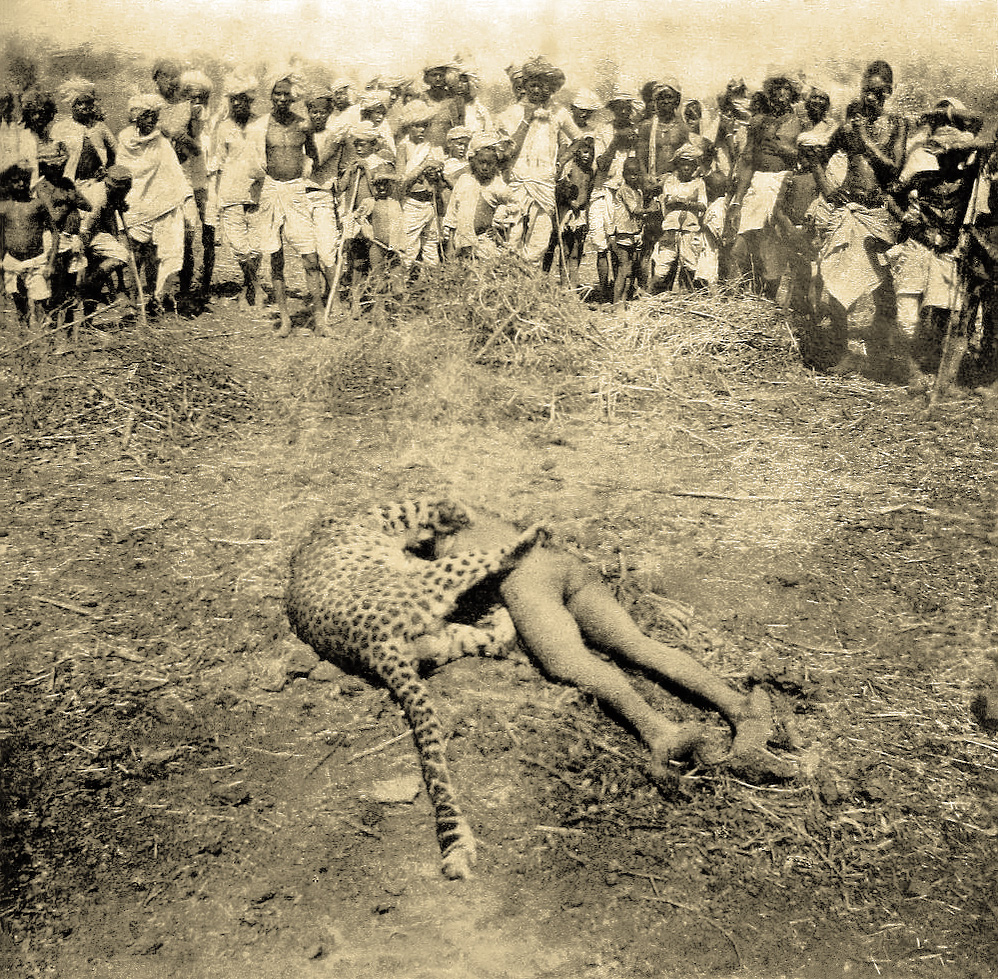
Kẻ ăn thịt người Gunsore sau khi nó bị bắn bởi sĩ quan Anh W.A. Conduitt vào ngày 21 tháng 4 năm 1901. Được cho là thủ phạm cho đã giết ít nhất 20 người, con báo đã bị giết ngay bên cạnh nạn nhân cuối cùng của nó, một đứa trẻ từ làng Somnapur ở huyện Seoni, Ấn Độ.

Tần suất các cuộc tấn công của báo hoa mai với con người thay đổi theo khu vực địa lý và thời kỳ lịch sử. Mặc dù phạm vi rộng lớn của báo từ châu Phi cận Sahara đến Đông Nam Á, các cuộc tấn công thường xuyên được báo cáo chỉ ở Ấn Độ và Nepal. Các bang của Ấn Độ là Gujarat, Himachal Pradesh, Maharashtra, Uttarakhand, và Tây Bengal đã trải qua nhiều cuộc xung đột nghiêm trọng nhất giữa báo và con người. Ở Nepal, hầu hết các cuộc tấn công xảy ra ở các vùng trung du (Terai, Midhills, và hạ Himalaya), tỷ lệ ăn báo ăn thịt người ở Nepal cao hơn 16 lần so với bất cứ nơi nào khác, dẫn đến khoảng 1,9 người chết mỗi năm trên một triệu người. Tại Liên Xô cũ, các cuộc tấn công đã được báo cáo ở Caucasus, Turkmenia (ngày nay là Turkmenistan), và vùng Lankaran của Azerbaijan ngày nay. Một số vụ tấn công hiếm hoi đã xảy ra ở Trung Quốc.
Trường hợp người bị báo hoa mai ăn thịt đầu tiên trong lịch sử hiện đại được biết tới là sự cố một người đàn ông tại huyện Kumaon thuộc bang Uttarakhand, Ấn Độ bị giết vào đầu thế kỷ 20. Những con báo ăn thịt người đặc biệt rất táo bạo và khó theo dõi. Tại tỉnh Panar cũng có hơn 400 người đã bị báo hoa mai giết chết. Con báo này được cho là đã bị bắn trọng thương bởi một thợ săn trước đó nên nó không thể đi săn mồi trong môi trường hoang dã như trước được nữa nên phải quay sang nhắm vào con mồi là con người để tồn tại. Cuối cùng nó đã bị giết bởi thợ săn nổi tiếng Jim Corbett vào năm 1910. Một con báo khác ở Kahani đã giết chết hơn 200 người và một cuộc tấn công đáng chú ý khác ở vùng Rudra Prayag khi một con báo thường rình rập và giết chết rất nhiều người hành hương trên đường đến một ngôi đền Hindu, nó đã giết chết 125 người trước khi cũng bị Jim Corbett bắn hạ.

#### Nhữn con khét tiếng

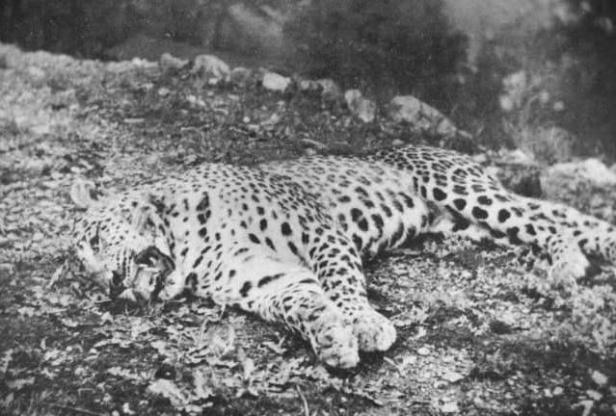
Báo Panar bị giết bởi Jim Corbett

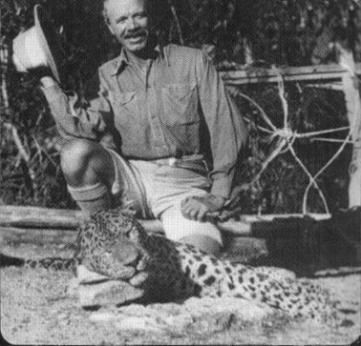
Thợ săn Jim Corbett chụp hình lưu niệm sau khi bắn chết con báo Rudraprayag vào ngày 2 thág 5 năm 1926

- Báo Panar: Báo Panar là một con báo đực được báo cáo là đã chịu trách nhiệm cho ít nhất 400 vụ tấn công gây tử vong cho con người ở vùng Panar của quận Almora, nằm ở huyện Kumaon phía Bắc Ấn Độ vào đầu thế kỷ 20. Jim Corbett đã nghe nói về con báo này trong lúc đang săn hổ cái Champawat vào năm 1907, và vào năm 1910, ông ta bắt đầu tiến hành săn lùng và giết chết nó. Mặc dù nó rõ ràng đã cướp đi sinh mạng nhiều người hơn hẳn so với kẻ ăn thịt người Rudraprayag, nhưng kẻ ăn thịt người Panar lại nhận được ít sự chú ý hơn từ báo chí Ấn Độ thuộc Anh, mà Corbett đã gán cho sự xa xôi của vùng Almora.
- Báo Gummalapur: còn được gọi là Quỷ đốm xứ Gummalapur, là một con báo Ấn Độ chịu trách nhiệm về cái chết của 42 người trong làng Gummalapur và Devarabetta ở miền nam Karnataka trên một diện tích 250 dặm vuông (650 km2). Khi mặt trời lặn, dân làng sẽ rào chắn cửa của họ, chỉ dám mạo hiểm ra ngoài vào ban ngày. Điều này gây ra một cuộc khủng hoảng sức khỏe, vì vệ sinh kém, và dân làng không dám mạo hiểm đến vùng đất hoang liền kề, nơi đóng vai trò là nhà vệ sinh của mọi người. Trong sự thất vọng của nó, con báo bắt đầu chui qua những bức tường và mái nhà tranh, trong một trường hợp, giết chết cả bốn cư dân của một túp lều. Cuối cùng, nó đã bị giết bởi thợ săn Kenneth Anderson, người sau đó đã tiết lộ rằng con vật có một vết thương nặng đã ngăn nó săn những con mồi tự nhiên. Anderson thuật lại các sự kiện trong tác phẩm Chín kẻ ăn thịt người và một kẻ lừa đảo, được xuất bản năm 1954, mặc dù ngày chính xác của các cuộc tấn công không được xác định.
- Báo của dãy Golis: Năm 1899, sĩ quan Anh H. G. C. Swayne (1860-1940) đã viết về một con báo ăn thịt người được cho là đã giết chết hơn 100 người ở dãy núi Golis của Somalia lúc còn thuộc địa Anh. Tài khoản ngắn gọn của Swayne xuất hiện trong tập Big and Small Games của châu Phi (London: Roland Ward, 1899), được chỉnh sửa bởi nhà tự nhiên học nổi tiếng người Anh Henry Bryden (1854-1937):

Vào năm 1889, có một con báo, được cho là một con báo đen, đã ám ảnh mỏm đá Mirso của dãy Golis trong một số năm, và được cho là đã giết chết hơn một trăm người. Đó là thói quen nằm chờ ở một góc của con đường rừng rất tối, gồ ghề, nơi những tảng đá khổng lồ nhìn ra đường ray; và người Somalia thường để một tảng đá, cao khoảng 6 feet, ở một khoảng cách từ lối đi, trên đỉnh bằng phẳng là một chỗ trũng có hình dạng giống như một con báo, từ đó con thú được cho là tấn công người đi lại quanh đó.
Theo Swayne, báo hoa mai có nhiều ở dãy núi Golis hơn bất kỳ nơi nào khác ở Somalia thuộc Anh và chịu trách nhiệm cho 90% tất cả các cuộc tấn công vào cừu và dê. Địa hình đá của Golis khiến việc theo dõi và giết chết báo không thể xảy ra. Vào thời điểm xảy ra các cuộc tấn công, vùng lãnh thổ xa xôi này phần lớn vẫn chưa được người Anh khám phá, và người ta biết rất ít về kẻ ăn thịt người Golis.
- Báo ở thung lũng Mulher: Năm 1903 L. S. Osmaston (1870-1969), một người bảo quản của Cục Lâm nghiệp Hoàng gia, báo cáo rằng có một con báo ăn thịt người đã giết chết hơn 30 người ở thung lũng Mulher trong khoảng thời gian từ 1901 đến 1902. Osmaston hai lần lên kế hoạch giết con báo vào tháng 2 và tháng 3 năm 1902, nhưng không thành công. Công việc lâm nghiệp của anh ta yêu cầu anh ta rời Mulher vào cuối tháng đó và anh ta không thể trở lại cho đến cuối tháng 11. Cuộc tấn công cuối cùng của con báo xảy ra vài ngày sau đó vào ngày 3 tháng 12:

Tôi nghe nói một cậu bé 15 tuổi đã bị giết chết tại Wadai, chỉ cách 4 dặm từ trại của tôi; đáng tiếc cho cậu bé. Năm ngoái, con báo đã cố gắng để tấn công cậu ta, nhưng chỉ làm bị thương một chân; Vợ tôi và tôi đã chữa vết thương bằng dầu carbolic và cậu bé đã khỏe lại; lần này cậu ấy và một hoặc hai người khác đang ngồi gần một ngọn lửa sáng trên sàn nhà gần ngôi làng vào đầu đêm và con báo đã đến và bắt cậu đi: con báo đưa cậu ta đi một phần tư dặm vào bụi cỏ cao và ăn tất cả những gì có thể của đầu, thịt của một chân và tất cả bên trong nội tạng của cậu bé ấy; vì vậy còn dư rất nhiều để con thú quay trở lại.
Osmaston dựng một màn mù 11 mét (36 ft) từ xác chết của cậu bé và chờ đợi. Con báo đã trở lại khu vực này vào buổi chiều, nhưng thận trọng tránh tiếp cận xác cậu bé cho đến khi trời tối. Khi cuối cùng nó đã lọt vào trong phạm vi bắn, Osmaston đã bắn bằng khẩu súng trường hai nòng. Con vật bị thương lao vào màn đêm và bị giết vào sáng hôm sau khi nó được phát hiện còn sống cách đó không xa. Osmaston suy đoán rằng các cuộc tấn công bắt đầu trong nạn đói năm 1899-1900 của Ấn Độ, con báo trở thành một kẻ ăn thịt người sau khi ăn một xác người trong rừng. Ông cũng tin rằng kẻ ăn thịt người chịu trách nhiệm cho các vụ tấn công gây tử vong khác ở các quận Dang và Dhule gần đó, nhưng không biết chính xác số người tử vong.
- Báo Kahani: Robert A. Sterndale (1839-1902) và James Forsyth (1838-1871) đã đưa ra lời giải thích về một con báo ăn thịt người đã giết chết "gần một trăm người" ở quận Seoni từ năm 1857 đến 1860. Khi Sterndale nhận được tin về các cuộc tấn công mà ông ta theo đuổi kẻ ăn thịt người với anh rể của mình, W. Brooke Thomson, nhưng những nỗ lực của họ đã không có kết quả. Việc tham gia cuộc khởi nghĩa Ấn Độ 1857 đã khiến Sterndale đi tù trong hai năm và chấm dứt cơ hội bắt kẻ ăn thịt người. Con báo trốn tránh mọi nỗ lực của người dân địa phương để giết nó và tiếp tục khủng bố các ngôi làng Dhuma và Kahani, đôi khi giết chết ba người chỉ trong một đêm. Theo Sterndale, con báo thích ăn máu hơn là thịt và hầu hết các cơ thể đều có một vài vết thương khác ngoài vết cắn của vết thương ở cổ họng. Một phần thưởng lớn đã được treo cho việc bắt giết con báo và sau đó nó bất ngờ bị giết trong một đêm nọ bởi một thợ săn bản địa còn ít kinh nghiệm.
- Báo Punanai: Con báo được gọi là "kẻ ăn thịt người Punanai" là con báo duy nhất chính thức được biết là đã ăn thịt người ở Sri Lanka, nơi mà các cuộc tấn công của báo hiếm khi xảy ra. Nó đã giết chết ít nhất 12 người trên một con đường rừng gần thôn Punanai, không xa Batticaloa ở phía đông Sri Lanka. Nạn nhân đầu tiên của nó là một đứa trẻ. Roper Shelton Agar, thợ săn đã giết nó vào tháng 8 năm 1924, đã lập một bản ghi chi tiết về con báo và quá trình ông ta giết nó. Agar mô tả kẻ ăn thịt người rất táo bạo và lén lút:

"....tấn công ngay cả các nhóm gồm ba hoặc bốn người và đi xe ngựa. Con thú không bao giờ xuất hiện trên đường, mà rình rập xuyên qua rừng rậm và trong một cơ hội thích hợp sẽ phóng ra vào nhắm một trong những người đi lảo đảo đáng tiếc...."
Sau một nỗ lực thất bại vào ngày hôm trước, Agar đã thành công trong việc giết chết con báo khi chờ đợi nó trong một túp lều trên cây mà ông ta đã làm gần xác của một người đàn ông đã bị con báo giết chết, biết rằng nó sẽ quay trở lại để ăn phần còn lại của xác chết:
"Đó là khoảng 3 giờ chiều sau cơn mưa lớn, con báo xuất hiện.... "liếm" sườn của anh ấy, nhìn xác anh ấy cách đó vài thước và nhìn tôi.... cây súng 4790 của tôi đã sẵn sàng trên đùi tôi, chỉ còn chờ cơ hội nổ súng. Tôi biết ở tầm đó tôi có thể đặt viên đạn vào nơi tôi thích, và tôi đã chọn phát bắn vào cổ, vì tôi biết ở góc đó, viên đạn nổ sẽ băm nát cơ quan quan trọng của con vật. Quá khinh khủng - không bao giờ làm bất kỳ công việc bẩn thỉu nào như thế này nữa.... Nghe tiếng súng nổ, tất cả dân làng và những người trông xe cho tôi để chờ kết quả chạy lại.... Tôi ước được ra khỏi nơi bị nguyền rủa ấy với những cảnh tượng xấu xí của nó càng sớm càng tốt. Mùi xác làm tôi nghẹt thở.... Kẻ ăn thịt người không phải là một con báo quá lớn.... Nó nằm trên mặt đất, trong tình trạng sức khỏe khá tốt, và cho thấy sự phát triển bất thường về kích thước của nó đối với các miếng đệm, cơ cổ và đầu. Răng nanh rất dài. Nó có rất nhiều vết thương do dao, cũ và mới, cho thấy rằng một số nạn nhân của nó đã chiến đấu để giành lấy sự sống của họ.... Tôi nghe nói rằng nạn nhân đầu tiên của con báo là một cậu bé tên Moor, và đó có thể là sự khởi đầu cho sự nghiệp khét tiếng của nó."
Con báo đã được nhồi xác và hiện đang được trưng bày ở Bảo tàng Quốc gia Sri Lanka ở Colombo. Con báo có trong một trong những cuốn sách của Michael Ondaatje: Kẻ ăn thịt người vùng Punanai - Hành trình khám phá đến khu rừng Ceylon cũ (1992).

### Những ghi nhận mới
Một bé trai 3 tuổi đã bị báo hoa mai ăn thịt tại vườn quốc gia ở Uganda thuộc châu Phi. Lực lượng chức năng tìm thấy thi thể không còn nguyên vẹn của bé trai 3 tuổi vào ngày hôm sau. Con báo ăn thịt người bị truy lùng. Bé trai là con của một kiểm lâm trong Vườn Quốc gia Nữ hoàng Elizabeth. Em bị báo đốm bắt đi tại khu vực của nhân viên, không có rào chắn, bé trai đã đi theo người trông trẻ ra khỏi nhà vào tối thứ 6 tuần trước thì bị báo tấn công. Con báo kéo em vào bụi cây và thi thể không nguyên vẹn của em được tìm thấy vào ngày hôm sau. Người trông trẻ không biết đứa trẻ đi theo cô ấy, cô ấy nghe thấy tiếng đứa trẻ hét lên kêu cứu, cô ấy can thiệp nhưng đã quá muộn, con báo đã biến mất vào bụi cây. "Cuộc tìm kiếm được bắt đầu và chúng tôi tìm thấy hộp sọ của bé vào ngày hôm sau", người này kể.
Một con báo báo hoa mai đã đột nhập vào ngôi làng hẻo lánh thuộc Bahraich, bang Uttar Pradesh và làm bị thương nhiều người. Sau khi con báo đi lang thang khắp làng và tấn công 3 thanh niên, những người dân sinh sống ở đây đã vô cùng sợ hãi. Tiếp đó, nó tấn công vào nhà một người đàn ông hơn 60 tuổi sống cô đơn, nhưng ông này đã vật lộn với con thú dữ thậm chí khống chế nó, dùng một cây gậy nhỏ để đánh con vật, sau một hồi, con báo vùng mình bật dậy thoát khỏi bàn tay ông cụ, ba chân bốn cẳng chạy đi, những người chứng kiến đã reo hò trong phấn khích. Một người ăn xin 55 tuổi cùng cậu con nhỏ của ông ta đã bị mấy con báo tha đi trong lúc ngủ và bị ăn thịt tại công viên quốc gia Sanjay Gandhi rộng 283 ha ở Bombay. Đã có 13 người Bombay đã bị kẻ săn mồi này giết hại
Một vụ việc đẫm máu khi 3 đứa trẻ bị một con báo hung dữ ăn thịt tại ngôi làng nằm liền kề khu rừng Chhind ở quận Chhindwara thuộc bang Madhya Pradesh và trong vòng 3 tháng ở bang này đã có 5 em nhỏ bị hổ và báo giết hại. Cả ba ngôi làng có các nạn nhân bị tấn công đều năm trong phạm vi từ 15–20 km. Những cảnh báo cho người dân về một con báo ăn thịt người sau khi phát hiện thi thể một cậu bé bị con báo ăn thịt trong một khu rừng và nghi ngờ con báo này tấn công 2 nạn nhân là một cậu bé 10 tuổi và một cô bé 5 tuổi vào một ngày trước đó. Một con báo hoang đã giết chết hai em nhỏ ở miền trung Ấn Độ trong vòng chưa đầy 12h, ban đầu, con báo giết một bé gái 3 tuổi ngay trước cửa nhà rồi kéo xác đi. Sau đó, một bé trai 10 tuổi cũng bị tấn công và giết hại ở một ngôi làng gần đó, vụ thứ hai chỉ diễn ra sau vụ thứ nhất vài giờ, bé trai bị báo vồ ngay ngoài cửa nhà và phần thi thể còn lại của cậu bé được tìm thấy trong bụi cây quanh làng, con báo rất nhanh nhẹn và chỉ nhắm mục tiêu là trẻ nhỏ.
Ở một ngôi làng hẻo lánh ở vùng đồi Kumaon nằm trên dãy Himalaya ở Ấn Độ, có một con báo ranh mãnh sát hại 12 người trong 2 năm và chưa thể xác định giới tính của con báo, nó chỉ tấn công những người say rượu đang lảo đảo bước về nhà trong bóng tối sau khi tàn cuộc nhậu. Kể từ đầu năm 2012, con báo đã giết chết 12 người. Nạn nhân đầu tiên của nó là một người đàn ông 46 tuổi sống ở làng Simar. Nạn nhân mới nhất của nó là một người 44 tuổi ở làng Badeth. Nó giết ít nhất 2 người trong năm. Sự ranh mãnh của con vật reo rắc nỗi kinh hoàng đối với người dân trong khu vực. Người ta không dám đi ra ngoài vào buổi tối và luôn sống trong tình trạng sợ hãi khi con báo chỉ xuất hiện vào lúc đêm tối khiến dân làng không thể phát hiện được nó, những cánh rừng bao quanh các ngôi làng tạo điều kiện thuận lợi cho con báo ẩn nấp. Dân làng tin rằng những người say rượu sẽ là mục tiêu của con vật, tuy nhiên một nhà bảo tồn của Hiệp hội bảo vệ động vật hoang dã Ấn Độ, không tin một con báo hoa mai lựa chọn tấn công những người say rượu mà nó chỉ chọn những người đi lại ở những khu vực vắng vẻ tối tăm
Năm 2012 cũng từng xuất hiện con báo chuyên ăn thịt người ở quận Baitadi miền tây Nepal, một con báo có thể đã ăn thịt 15 người trong 15 tháng. Nạn nhân mới nhất của nó là một cậu bé 4 tuổi, người ta đã tìm thấy phần đầu của cậu bé tại một khu rừng, cách nhà cậu khoảng 1 km, có một nhóm đã đi tìm cậu bé và phát hiện thi thể của cậu, nếu không phải do một con báo thì có hai con vật ăn thịt người đang hoành hành dữ dội ở khu vực xa xôi của Nepal, khó có khả năng có nhiều hơn hai con vật ăn thịt người trong 1 khu vực. Hầu hết báo đều săn mồi ở nơi hoang dã và có thể sẽ còn thêm người là nạn nhân của nó. Số nạn nhân còn cao hơn 15 người vì có những người mất mạng do báo ở Uttarkhand, phía bắc Ấn Độ và là nơi tiếp giáp với quận Baitadi. Trong số 15 nạn nhân ở Nepal có 2/3 là trẻ em dưới 10 tuổi. Những người khác lớn tuổi hơn, và có cả một phụ nữ 29 tuổi đi kiếm cỏ khô cho gia súc. Con báo không săn bất kỳ nạn nhân là nam giới trưởng thành nào. Sau khi giết nạn nhân, con báo thường tha xác vào trong rừng.

## Phòng ngừa

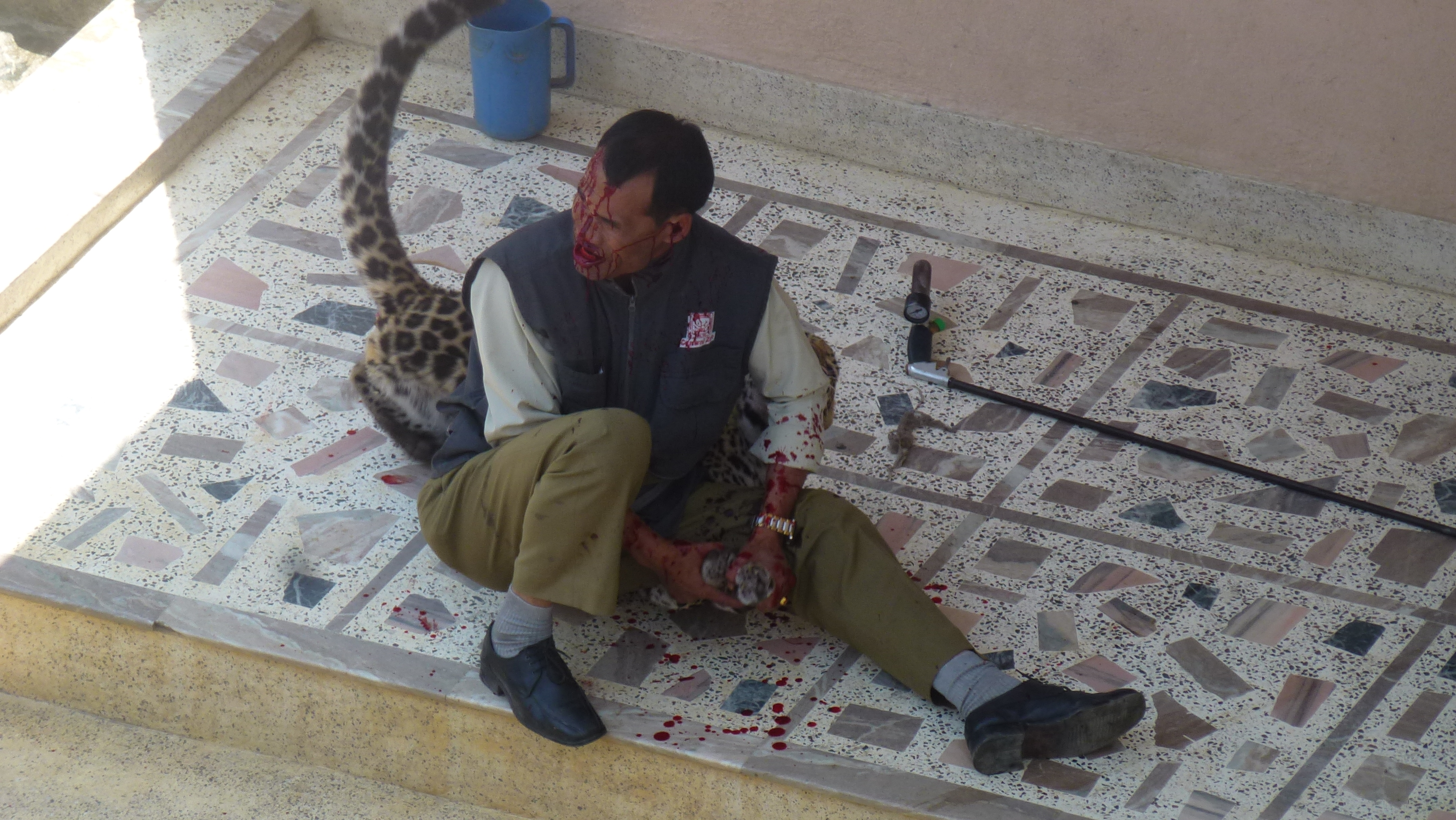
Một cảnh kịch chiến với báo hoa mai ở Ấn Độ

Khi chạm trán hoặc tình cờ bắt gặp báo hoa mai thì ngược lại với sư tử, cố gắng tránh mọi giao tiếp bằng ánh mắt với nó, không nên nhìn thẳng hoặc nhìn trực diện vào báo bởi nó sẽ coi việc nhìn thẳng vào mắt là một sự thách thức khiến nó dễ tấn công ngay lập tức. Báo leo cây rất giỏi, do vậy trèo lên cây không phải biện pháp an toàn để thoát khỏi loài mãnh thú này. Báo thường không vờ tấn công như sư tử, nên nếu nó tiến đến thì hãy làm tương tự như với sư tử, hãy đứng yên một chỗ, hãy bình tĩnh, tỏ ra dũng cảm, hãy làm bản thân trông to lớn hơn bằng cách giang tay và la hét thật lớn tạo thật nhiều tiếng ồn.
Đối với báo hoa mai khi xâm nhập khu dân cư thì phải có biện pháp xua đuổi chúng để tránh những nguy hiểm có thể xảy ra. Cần nêu cao tinh thần cảnh giác, huy động lực lượng ngăn thú dữ xâm hại con người và vật nuôi xung quanh đồng thời bảo vệ chúng khỏi sự săn trộm, phổ biến các biện pháp phòng vệ lỡ khi bị báo tấn công, như xua đuổi, đốt lửa hoặc gây tiếng động, dùng dụng cụ phát âm thanh để xua đuổi báo về tự nhiên, khuyến cáo không ra đường khi ít người, nhất là ban đêm, không nên ngủ qua đêm trong rừng, không nên vào rừng một mình và vào ban đêm mà phải đi đông người và vào ban ngày, người dân không đến gần khu vực phát hiện có dấu chân báo hoa mai, không đi vào khu vực nghi có mãnh thú để đề phòng trường hợp nguy hiểm, đề phòng cho trẻ em. Lực lượng kiểm lâm địa phương cần tăng cường tuần tra, kiểm tra rừng, kiểm tra và theo dõi liên tục trong vòng 1 tuần, tiếp tục theo dõi sự di chuyển của loài báo để có biện pháp bảo vệ.
Ở Uttarakhand, tiểu bang có những cuộc xung đột giữa con người và báo hoa mai mang tính nghiêm trọng nhất ở Ấn Độ thì đã có tới 45 con báo đã được xác định là những kẻ ăn thịt người và bị bắn giết bởi các quan chức động vật hoang dã từ năm 2001 đến năm 2010. Trong một nỗ lực để giảm bớt việc bắn hạ "những con báo có vấn đề" và giảm bớt gánh nặng tài chính đối với người chăn nuôi, một số chính phủ cung cấp bồi thường bằng tiền, mặc dù thường ít hơn giá trị của số vật nuôi bị mất. Trong nỗ lực thỏa mãn cơn đói của loài động vật này, các quan chức địa phương Bombay đã huy động đưa thỏ và heo vào các công viên quốc gia. Sắp tới có thể sẽ phải xẻ thịt nai cho chúng ăn. Chính quyền thành phố cho rằng họ sẽ đánh bẫy những con báo ăn thịt người và đem thả chúng vào rừng sâu hoặc các công viên quốc gia khác, giải pháp tốt nhất phải là xây vòng rào, năm 2001, Bombay đã chi 2 triệu USD cho việc xây 110 km rào tường.